# Hypergolisk

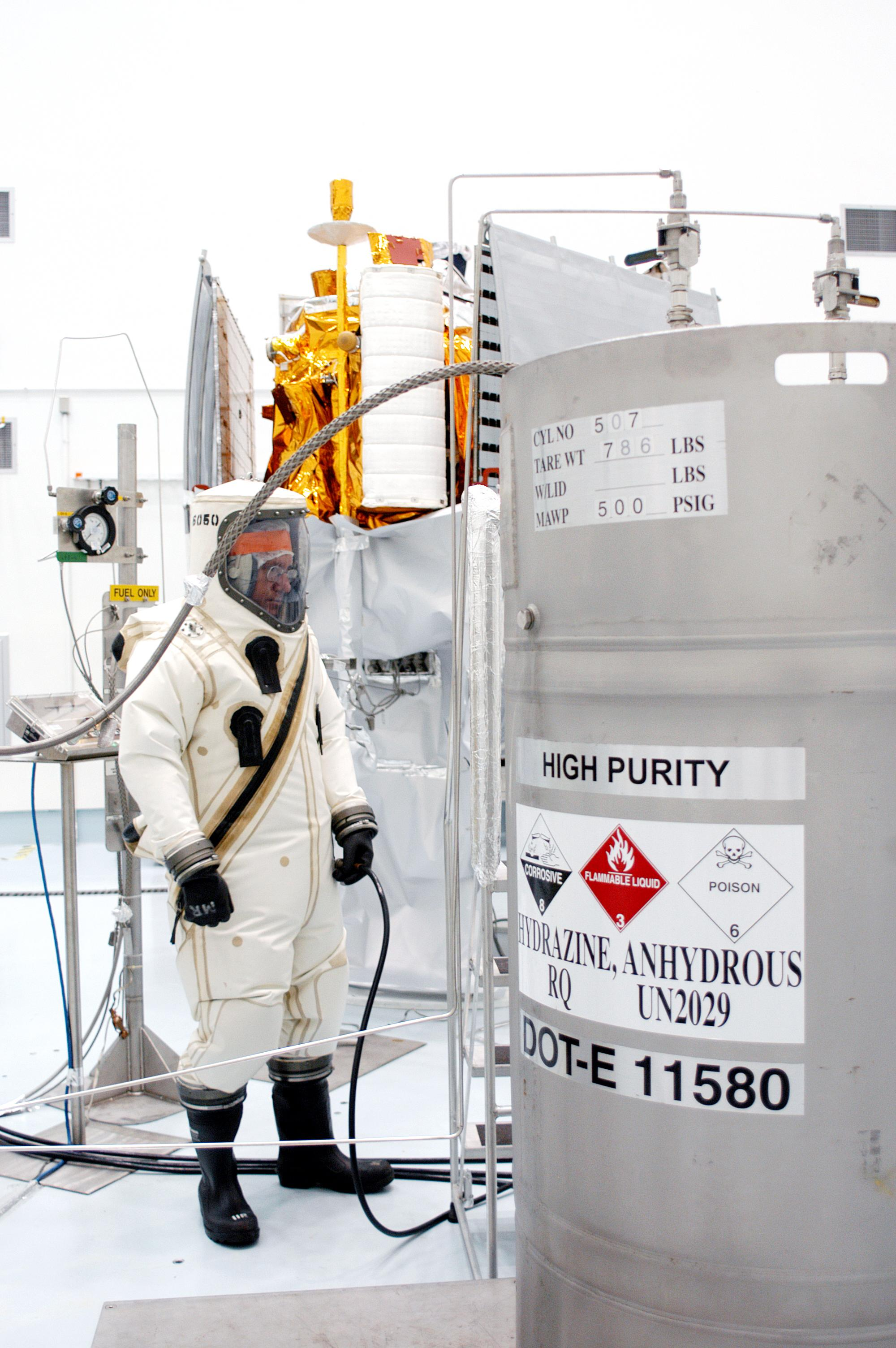
Rymdsonden MESSENGER tankas med hydrazin, ett hypergoliskt bränsle.

En hypergolisk kemisk reaktion är när två ämnena spontant antänder varandra vid kontakt utan en tändande gnista eller låga. En hypergolisk reaktion inträffar typiskt när ett starkt oxidationsmedel kommer i kontakt med ett energirikt bränsle.
Hypergoliska bränslen brukar användas i raketmotorer.

## Exempel
Exempel på hypergoliska bränslen (oxidationsmedel + bränsle)
- Kvävetetroxid + Hydrazin
- Salpetersyra + Anilin
- Högkoncentrerad väteperoxid + Hydrazin
- Klortrifluorid + Svavelväte